# Surrey West (circonscription du Parlement européen)
Surrey West était une circonscription du Parlement européen crée pour l'élection du Parlement européen de 1984 et a cessé d'exister en 1994.
Avant l’adoption uniforme de la représentation proportionnelle en 1999, le Royaume-Uni utilisait le système uninominal à un tour pour les élections européennes en Angleterre, en Écosse et au pays de Galles. Les conscriptions du Parlement européen utilisées dans ce système étaient plus petites que les circonscriptions régionales les plus récentes et ne comptaient chacune qu'un seul membre au Parlement européen.
La circonscription crée en 1984 se composait des circonscriptions du Parlement de Westminster de Chertsey and Walton, Esher, Guildford, Mole Valley, North West Surrey, South West Surrey, et Woking.